# 通维尔
通维尔（法語：Thonville，法語發音：[tɔ̃vil]）是法国摩泽尔省的一个市镇，属于福尔巴克-布莱摩泽尔区。

## 地理
通维尔（48°59'0"N, 6°33'37"E）面积2.53 平方千米，位于法国大東部大區摩泽尔省，该省份为法国东北部内陆省份，是洛林的一部分，西南接默尔特-摩泽尔省，东临下莱茵省，北与卢森堡和德国接壤。
与通维尔接壤的市镇（或旧市镇、城区）包括：布吕朗日、安什维尔、瑞士、蒂库尔。

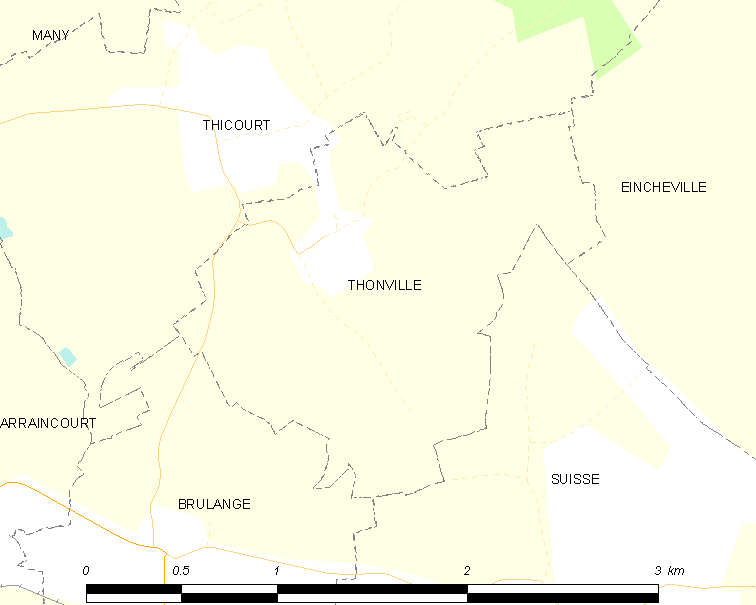
通维尔的OSM定位图

通维尔的时区为UTC+01:00、UTC+02:00（夏令时）。

## 行政
通维尔的邮政编码为57380，INSEE市镇编码为57673。

## 政治
通维尔所属的省级选区为福尔克蒙县。

## 人口

1962-2008年间通维尔人口变化图示

通维尔于2022年1月1日时的人口数量为51人。